# Joseph Joyce
Joseph Obey Joyce (conocido como Joe Joyce; Londres, 19 de septiembre de 1985) es un deportista británico que compite por Inglaterra en boxeo.
Participó en los Juegos Olímpicos de Río de Janeiro 2016, obteniendo una medalla de plata en el peso superpesado. En los Juegos Europeos de 2015 obtuvo la medalla de oro en la categoría de +91 kg.
Ganó una medalla de bronce en el Campeonato Mundial de Boxeo Aficionado de 2015 y una medalla de bronce en el Campeonato Europeo de Boxeo Aficionado de 2013.
En octubre de 2017 disputó su primera pelea como profesional. En noviembre de 2020 conquistó el título internacional de la OMB, en la categoría de peso pesado. En su carrera profesional tuvo en total 19 combates, con un registro de 16 victorias y tres derrotas.

## Palmarés internacional
| Representando a Reino Unido |                         |                   |           |
| Juegos Olímpicos            |                         |                   |           |
| Año                         | Lugar                   | Medalla           | Categoría |
| 2016                        | Río de Janeiro (Brasil) | Medalla de plata  | +91 kg    |
| Campeonato Mundial          |                         |                   |           |
| Año                         | Lugar                   | Medalla           | Categoría |
| 2015                        | Doha (Catar)            | Medalla de bronce | +91 kg    |
| Juegos Europeos             |                         |                   |           |
| Año                         | Lugar                   | Medalla           | Categoría |
| 2015                        | Bakú (Azerbaiyán)       | Medalla de oro    | +91 kg    |
| Representando a Inglaterra  |                         |                   |           |
| Campeonato Europeo          |                         |                   |           |
| Año                         | Lugar                   | Medalla           | Categoría |
| 2013                        | Minsk (Bielorrusia)     | Medalla de bronce | +91 kg    |

## Récord profesional
| Récord profesional | Récord profesional | Récord profesional |
| 19 peleas          | 16 Victorias       | 3 Derrotas         |
| Nocaut             | 15                 | 2                  |
| Decisión           | 1                  | 1                  |
| Empates            | 0                  | 0                  |
| ------------------ | ------------------ | ------------------ |

| Resultado | Récord | Rival             | Método | Asalto - Tiempo | Fecha                    | Localización                                               | Título |
| Derrota   | 16-3   | Dereck Chisora    | UD     | 10              | 27 de julio de 2024      | The O2 Arena, Londres, Reino Unido                         | |
| Victoria  | 16-2   | Kash Ali          | KO     | 10 (10), 2:53   | 16 de marzo de 2024      | Resorts World Arena, Birmingham, Reino Unido               | |
| Derrota   | 15–2   | Zhang Zhilei      | KO     | 3 (12), 3:07    | 23 de septiembre de 2023 | Wembley Arena, Londres, Reino Unido                        | Por el título mundial interino de la WBO en la categoría de peso pesado.                                                                          |
| Derrota   | 15–1   | Zhang Zhilei      | TKO    | 6 (12), 1:23    | 15 de abril de 2023      | Copper Box Arena, Londres, Reino Unido                     | Pierde el título mundial interino de la WBO en la categoría de peso pesado.                                                                       |
| Victoria  | 15–0   | Joseph Parker     | KO     | 11 (12), 1:03   | 24 de septiembre de 2022 | Manchester Arena, Mánchester, Reino Unido                  | Gana el título mundial interino de la WBO en la categoría de peso pesado.                                                                         |
| Victoria  | 14–0   | Christian Hammer  | TKO    | 4 (12), 1:20    | 2 de julio de 2022       | The SSE Arena, Londres, Reino Unido                        | Retiene el título WBC Silver y el título internacional de la WBO en la categoría de peso pesado.                                                  |
| Victoria  | 13–0   | Carlos Takam      | TKO    | 6 (12), 0:49    | 24 de julio de 2021      | The SSE Arena, Londres, Reino Unido                        | Retiene el título de la Commonwealth, WBC Silver y el título internacional de la WBO en la categoría de peso pesado.                              |
| Victoria  | 12–0   | Daniel Dubois     | KO     | 10 (12), 0:36   | 28 de noviembre de 2020  | Church House, Londres, Reino Unido                         | Gana el título Británico, Commonwealth, WBC Silver, el título Internacional de la WBO y el título vacante Europeo en la categoría de peso pesado. |
| Victoria  | 11–0   | Michael Wallisch  | TKO    | 3 (10), 0:57    | 25 de julio de 2020      | BT Sport Studio, Londres, Reino Unido                      | |
| Victoria  | 10–0   | Bryant Jennings   | DU     | 12              | 13 de julio de 2019      | The O2 Arena, Londres, Reino Unido                         | Retiene el título WBA Gold en la categoría de peso pesado.                                                                                        |
| Victoria  | 9–0    | Alexander Ustinov | TKO    | 3 (10), 1:55    | 18 de mayo de 2019       | Lamex Stadium, Stevenage, Reino Unido                      | |
| Victoria  | 8–0    | Bermane Stiverne  | TKO    | 6 (12), 2:20    | 23 de febrero de 2019    | The O2 Arena, Londres, Reino Unido                         | Retiene el título Commonwealth; Gana el título vacante WBA Gold en la categoría de peso pesado.                                                   |
| Victoria  | 7–0    | Joe Hanks         | KO     | 1 (10), 2:25    | 1 de diciembre de 2018   | Staples Center, Los Ángeles, California, EE. UU.           | Gana el título vacante WBA Continental en la categoría de peso pesado.                                                                            |
| Victoria  | 6–0    | Iago Kiladze      | KO     | 5 (10), 0:41    | 30 de septiembre de 2018 | Citizens Business Bank Arena, Ontario, California, EE. UU. | |
| Victoria  | 5–0    | Ivica Bacurin     | KO     | 1 (10), 1:54    | 15 de junio de 2018      | York Hall, Londres, Reino Unido                            | |
| Victoria  | 4–0    | Lenroy Thomas     | KO     | 2 (12), 2:36    | 5 de mayo de 2018        | The O2 Arena, Londres, Reino Unido                         | Gana el título Commonwealth en la categoría de peso pesado.                                                                                       |
| Victoria  | 3–0    | Donnie Palmer     | KO     | 1 (8), 0:38     | 17 de marzo de 2018      | York Hall, Londres, Reino Unido                            | |
| Victoria  | 2–0    | Rudolf Jozic      | KO     | 1 (8), 3:00     | 16 de febrero de 2018    | York Hall, Londres, Reino Unido                            | |
| Victoria  | 1–0    | Ian Lewison       | TKO    | 8 (10), 2:35    | 20 de octubre de 2017    | indigo at The O2, Londres, Reino Unido                     | |